# Чемпіонат України з легкої атлетики серед юніорів 1993
Першість України з легкої атлетики серед юніорів 1993 була проведена 26-27 червня в Чернігові на Стадіоні імені Юрія Гагаріна.

## Переможці
| 100 метрів                |                                              |          |                                       |          |
| 200 метрів                | Богдан Замостяник Київська область           | 21,80    |                                       |          |
| 400 метрів                | Олександр Масаликін Дніпропетровська область | 49,32    | Наталія Макух Миколаївська область    | 56,07    |
| 800 метрів                |                                              |          | Оксана Кушнір Хмельницька область     | 2.06,18  |
| 1500 метрів               |                                              |          |                                       |          |
| 3000 метрів               |                                              |          |                                       |          |
| 5000 метрів               | Олег Варавкін Дніпропетровська область       | 14.34,84 |                                       |          |
| 10000 метрів              |                                              |          | Варвара Шесток АР Крим                | 36.59,34 |
| 100 метрів з бар'єрами    |                                              |          |                                       |          |
| 110 метрів з бар'єрами    |                                              |          |                                       |          |
| 400 метрів з бар'єрами    |                                              |          | Оксана Кочеткова Миколаївська область | 1.01,00  |
| 2000 метрів з перешкодами |                                              |          |                                       |          |
| 3000 метрів з перешкодами | Іван Маріонда Миколаївська область           | 9.14,71  |                                       |          |
| 4×100 метрів              |                                              |          |                                       |          |
| 4×400 метрів              |                                              |          |                                       |          |
| Ходьба 5000 метрів        |                                              |          |                                       |          |
| Ходьба 10000 метрів       |                                              |          |                                       |          |
| Стрибки у висоту          |                                              |          | Вікторія Стьопіна Запорізька область  | 1,89     |
| Стрибки з жердиною        |                                              |          |                                       |          |
| Стрибки у довжину         | В'ячеслав Корнійчук Рівненська область       | 7,72     |                                       |          |
| Потрійний стрибок         | Костянтин Булах Харківська область           | 15,58    |                                       |          |
| Штовхання ядра            |                                              |          | Юлія Савченко Полтавська область      | 15,70    |
| Метання диска             |                                              |          |                                       |          |
| Метання молота            |                                              |          | Наталія Василенко Донецька область    | 59,80    |
| Метання списа             |                                              |          |                                       |          |
| Семиборство               |                                              |          |                                       |          |
| Десятиборство             | Дмитро Долгов Дніпропетровська область       | 6848     |                                       |          |